# Сливница (станція метро)
Сливница (болг. Сливница) — спільна станція Першої та Четвертої ліній Софійського метрополітену, відкрита 28 січня 1999 року. Розташована під бульваром Сливница, на території житлового кварталу «Люлін-1».
Однопрогінна, мілкого закладення з острівною латформою. Колійні стіни оздоблені мармуром, підлога — гранітом.

## Пересадки
Автобуси: 44Б, 47, 48, 49, 54, 81, 82, 108 й 309.